# Beethovenhaus Gneixendorf

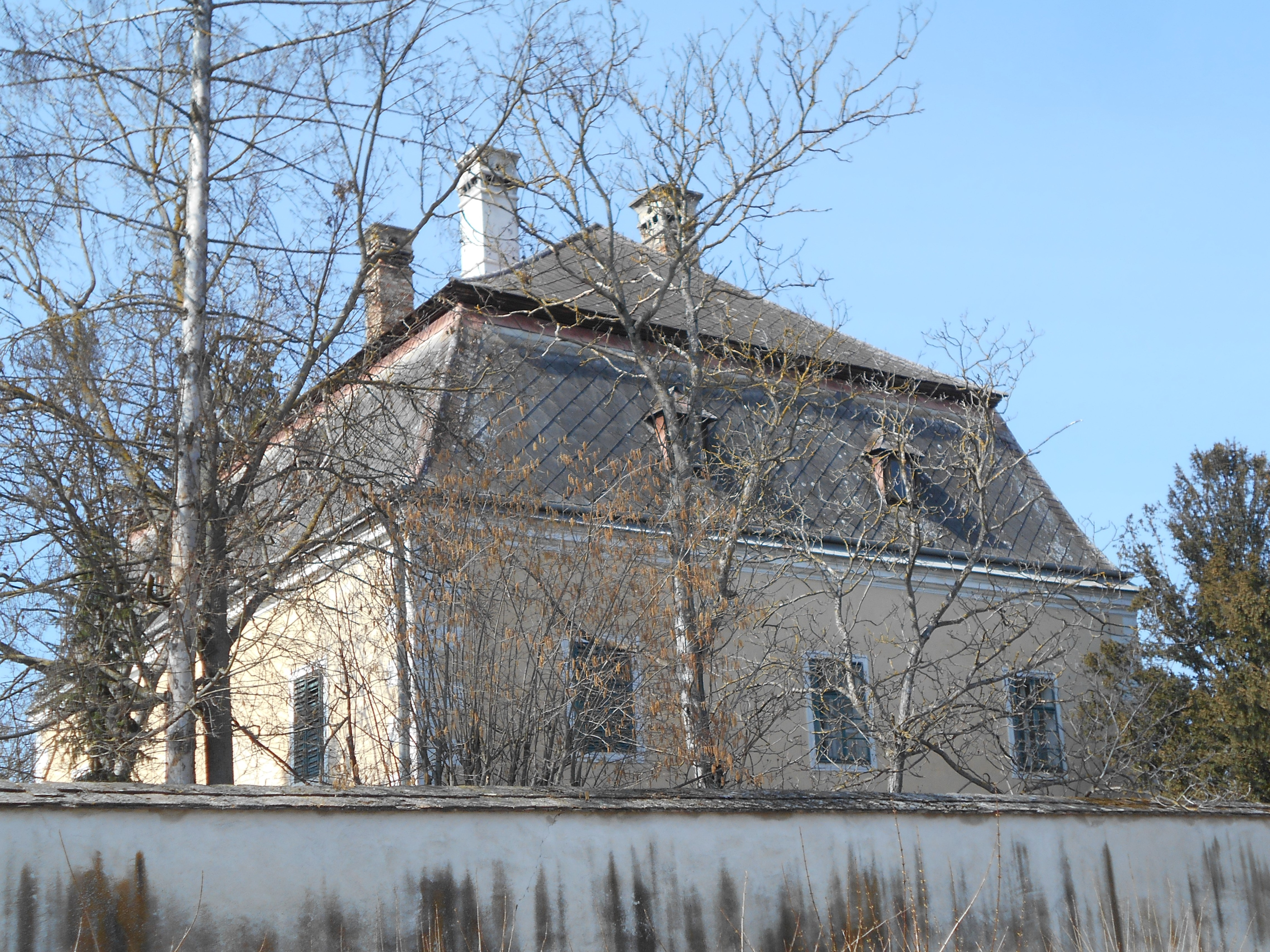
Beethovenhaus in Gneixendorf

Das Beethovenhaus Gneixendorf steht mit Bezug zum Schloss Wasserhof in der Ortschaft Gneixendorf in der Statutarstadt Krems an der Donau in Niederösterreich. Das Haus steht unter Denkmalschutz (Listeneintrag).

## Geschichte
Der ehemalige Trautingerhof als heutiges Beethovenhaus stand im 16. Jahrhundert gemeinsam mit dem Schloss Wasserhof im Besitz vom Stift Berchtesgaden und beide gingen 1630 als Geschenk an die Jesuiten in Krems an der Donau. Ab 1820 standen beide Realitäten im Besitz von Johann van Beethoven, dem Bruder von Ludwig van Beethoven. Das derzeitige Haus ist stark restaurierungsbedürftig und wird als Privatmuseum geführt.

## Architektur
Der kubische Bau als sogenannter Trautingerhof im Kern aus dem 16. Jahrhundert erhielt im späten 18. Jahrhundert ein Mansardwalmdach. Im Erdgeschoß befinden sich Kreuzgratgewölbe.

## Ausstattung
Die aufwendige klassizistische Einrichtung und Ausstattung entstand um 1800 und im frühen 19. Jahrhundert. Papiertapeten zeigen romantische Landschaftsmalerei, Scheinarchitekturen und Scheinrahmungen.